# جیمز وندل
جیمز وندل (انگلیسی: James Wendell؛ ۳ سپتامبر ۱۸۹۰ – November 22, 1958 (aged 68)) ورزشکار دو و میدانی اهل ایالات متحده آمریکا بود.
وی در مسابقات کشوری و بین‌المللی در مجموع برندهٔ ۱ مدال نقره شده‌است.